# Крішовська Лескова
Крішовська Лескова (словац. Krišovská Liesková, угор. Mokcsamogyorós) — село, громада в окрузі Михайлівці, Кошицький край, Словаччина. Кадастрова площа громади — 15,40 км².

## Історія
Вперше згадується в письмових джерелах 1321 року.
1938—1944 рр — у складі Угорщини.
Громада в сучасних межах утворена 1960 року злиттям Крижан із Лесковою.

## Географія
Громада розташована на Східно-Словацькій низовині. Висота над рівнем моря 101 м (місцевість Крижани), 103 м (Лескова), діапазон висот — 98–113 м.

## Населення
| Рік:            | 1993 | 2003    | 2013    | 2023    |
| --------------- | ---- | ------- | ------- | ------- |
| Кількість осіб: | 815  | 868     | 921     | 936     |
| Різниця:        |      | +6,50 % | +6,10 % | +1,62 % |

| Рік:            | 2022 | 2023    |
| --------------- | ---- | ------- |
| Кількість осіб: | 941  | 936     |
| Різниця:        |      | -0,53 % |

Населення за оцінкою на 31 грудня 2017 р. — 930 осіб.